# Fyzioterapie

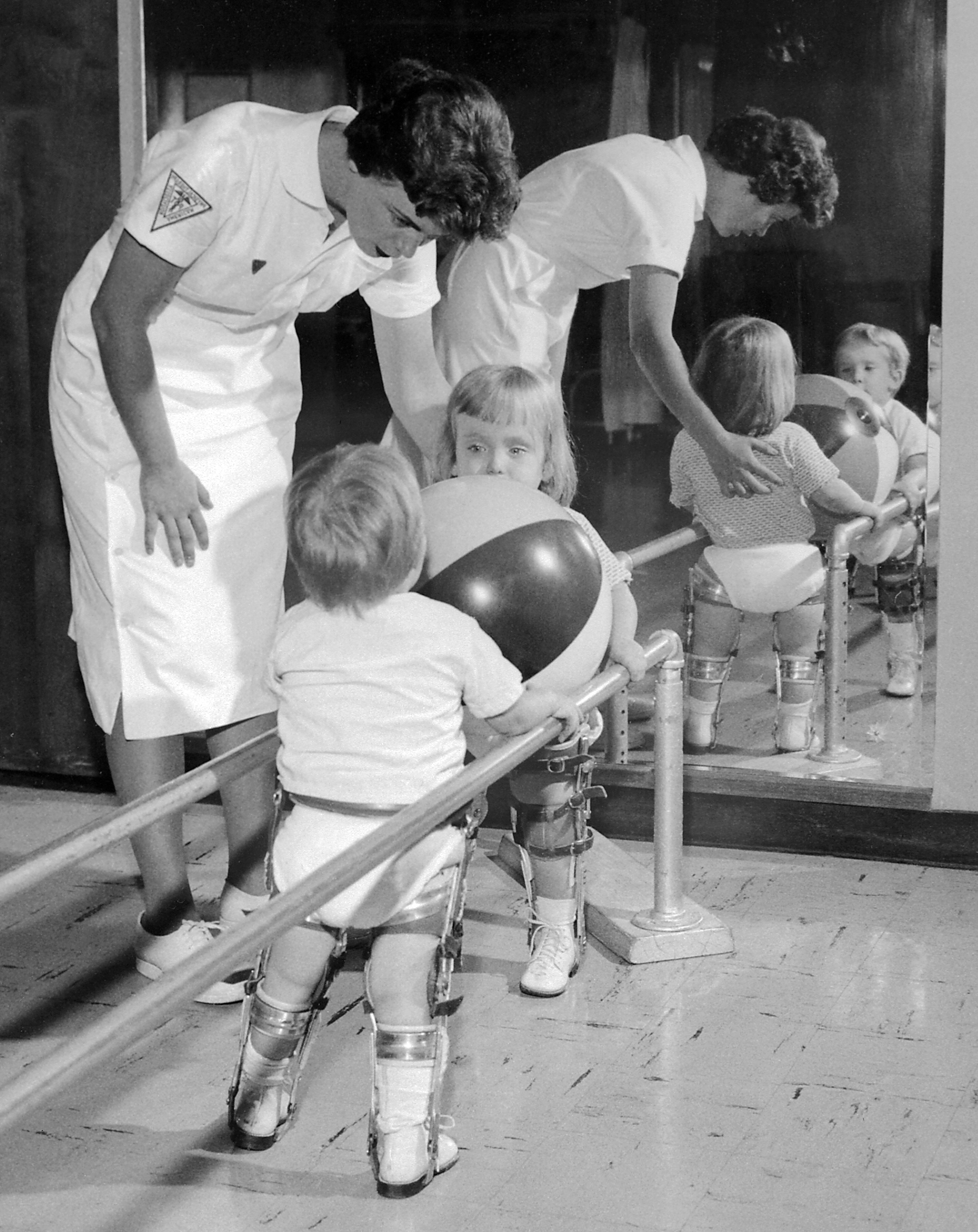
Fyzioterapeutka asistuje dvěma dětem s dětskou obrnou, které se drží zábradlí, přičemž procvičují spodní končetiny.

Fyzioterapie je část komprehensivní rehabilitace, která se zabývá diagnostikou, léčbou a prevencí poruch pohybového systému člověka. Je mezioborově svázána s mnohými medicínskými obory jako chirurgie, ortopedie, interní lékařství, gerontologie, psychiatrie aj. Fyzioterapie využívá standardizované postupy fyzikální terapie a volí léčbu ze škály metodik jako léčebná tělesná výchova, manuální myoskeletální medicína, Měkké a mobilizační techniky, elektroterapie, balneoléčba, magnetoterapie, termoterapie, kryoterapie apod. Vychází z bohaté znalosti anatomie, fyziologie a biomechaniky, popř. vývojové kineziologie a je účinnou metodou, jak předcházet závažným celospolečenským zdravotním problémům.

## Mezníky ve vývoji neurověd a kineziologie významné pro fyzioterapii
Zmínky o skladbě a činnosti mozku, nervech a příznivém vlivu tělesných cvičení na lidské tělo lze číst již u Hippokrata, Platona a Aristotela. V novověku sepsal Mercurialis (1530–1606), benátský lékař, dílo, které se podrobně zabývá tělesným cvičením jako součástí medicíny. Na základě detailních pitev pořídil Leonardo da Vinci řadu anatomických obrázků se svaly.
René Descartes si představoval reflexní akci tak, že zevní podnět působí jakési otevření nervové cesty, po níž duše člověka působí na výkonný orgán, resp. sval. Následovala další díla, která mapovala stavbu mozku a rovněž díla, která tvrdila, že nervy řídí pohyby prostřednictvím duše. V 19. století rozpoznal Gall, že šedá hmota mozková sestává z buněčných těl, zatímco bílá z nervových vláken.
Obrnu lícního nervu popsal Charles Bell. Čech Jan Evangelista Purkyně popsal buňky mozečku a identifikoval neuronová jádra a jejich výběžky. Zakladatelem proslulého Královského centrálního institutu gymnastiky byl Švéd P. H. Ling. Vybudoval systém, který má pomáhat harmonickému vývoji lidského těla. Během 19. a 20. století působilo v Evropě přes 20 průkopníků tělesné výchovy.
Druhá polovina 19. století se vyznačovala přibývajícími poznatky o lokalizaci senzorických a motorických funkcí v mozku. Do této skupiny neurologů a anatomů patřili Broca, Brodmann, Brown-Sequard, Duchenne, Huntington. Fotografickou analýzu pohybu zavedli koncem 19. století Muybridge a Marey. Anglický neurolog J. H. Jackson se ke konci 19. století správně domníval, že mozek řídí ucelené pohyby, nikoli izolované svaly. Je pokládán za zakladatele hierarchického principu řízení motoriky od nejnižších struktur po nejvyšší. Jedním z prvních neurofyziologických základů, o které se opírají některé fyzioterapeutické koncepty je reflexní teorie řízení motoriky, kterou sepsal Ch. S. Sherrington. Pojem „podmíněný reflex“ zavedl I. P. Pavlov. Polohovými reflexy se zabýval R. Magnus.
Rehabilitace a fyzioterapie v dnešním slova smyslu se začaly objevovat až ve 20. století. Vrátková teorie bolesti byla publikována Melzackem a Wallem v roce 1965. V 60. a 70. letech 20. století se hromadily práce, které tvrdily, že u živočichů dochází ke koordinovaným pohybům bez vyvolávajícího stimulu i bez účasti vyšších mozkových center. Výsledky Frossberga, Grillnera či Rossignola byly podnětem ke vzniku nové varianty teorie řízení motoriky tzv. motorickými programy. S. R. y Cajal dal základ pro podrobnější poznatky o plasticitě nervového systému. K. H. Pribram se řídil holistickým přístupem ve vědě a zabýval se vjemy, emocemi, pamětí a plánováním.
Lékaři Forel a Brodal popsali vlastní zkušenosti s rehabilitací po cévní mozkové příhodě, po níž byli oba dlouho plně aktivní. Na přelomu 20. a 21. století se mnoho autorů snaží srovnávacími studiemi vyhledat, která metoda je prokazatelně lepší než druhá.

## Nejznámější metody
- Vojtova metoda
- Bobath koncept
- Kabatova metoda (PNF)

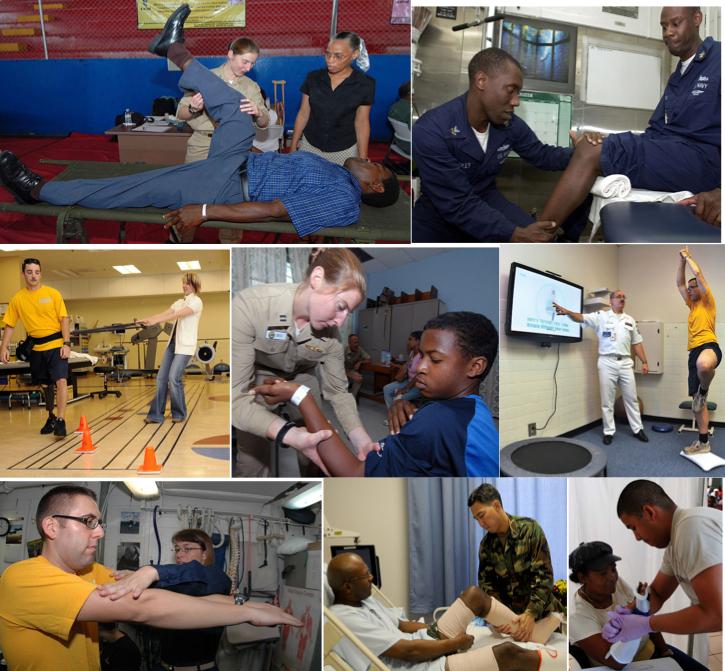
Fyzioterapie

- Manuální léčba podle prof. Karla Lewita
- Metoda MFK
- Metoda DNS (Dynamická neuromuskulární stabilizace) dle Koláře
- P-DTR Proprioceptive Deep Tendon Reflex
- Funkční neurologie
- Metoda Ludmily Mojžíšové
- Metoda Jany Šimonkové
- Bazální programy a podprogramy dle J. Čápové
- Edukace pacienta
- Klappovo lezení
- Kinesiotaping
- Silový trénink
- NKT - Neurokinetic Therapy
- Neurac (NEURomuscular ACtivation)
- Metoda PR (Posturální restorace)[1]

## Kdo je fyzioterapeut
Fyzioterapeutem se stává ten, kdo získá odbornou způsobilost k výkonu povolání fyzioterapeuta dle zákona č. 96/2004 Sb., o nelékařských zdravotnických povoláních. Odbornou způsobilost bylo dříve možné získat absolvováním oboru fyzioterapeut nebo rehabilitační pracovník na střední zdravotnické škole či vystudováním oboru diplomovaný fyzioterapeut na vyšší zdravotnické škole. V současnosti lze odbornou způsobilost získat pouze po absolvování vysokoškolského studia, a to buď v bakalářském nebo magisterském studiu s možností postgraduálního vzdělávání. V praxi tedy vedle sebe působí fyzioterapeuti se středoškolským, vyšším odborným i vysokoškolským vzděláním.

## Čeští představitelé moderní fyzioterapie
O rozvoj české fyzioterapie se zasloužil především Václav Vojta, Karel Lewit, Jan Jirout, Vladimír Janda a František Véle, kteří dali základ tzv. Pražské myoskeletální škole, jež je celosvětově uznávaná. Ze současných fyzioterapeutů věnujících se rozvoji oboru je možno jmenovat prof. Pavla Koláře, který působí na 2. lékařské fakultě UK v pražské Nemocnici Motol.

## Diagnózy vhodné k fyzioterapii

### Děti
- centrální koordinační poruchy pohybového vývoje
- dětská mozková obrna (DMO)
- asymetrické držení trupu a hlavy
- pes planus a pes equinovarus - 'plochá' a 'koňská' noha
- skoliózy
- ortopedické vady hrudníku
- bolest zad
- jiná neurologická onemocnění
- ztuhlé celé tělo

### Dospělí
- cévní mozkové příhody
- periferní parézy
- bolesti hlavy a páteře
- skoliózy
- blokády a bolesti kloubů
- bolesti zad
- poúrazové stavy
- jiná neurologická onemocnění